# 中野区立中央図書館
中野区立中央図書館（なかのくりつちゅうおうとしょかん）は、東京都中野区中野二丁目にある公共図書館。中野区立図書館の中央館である。

## 概要
蔵書数50万冊を所蔵する東京都有数の大型図書館である。閲覧席は150席。延床面積は4,480平方メートル。中野区内に8つある区立図書館の中心的な役割および蔵書の保管を担当する。

## 歴史

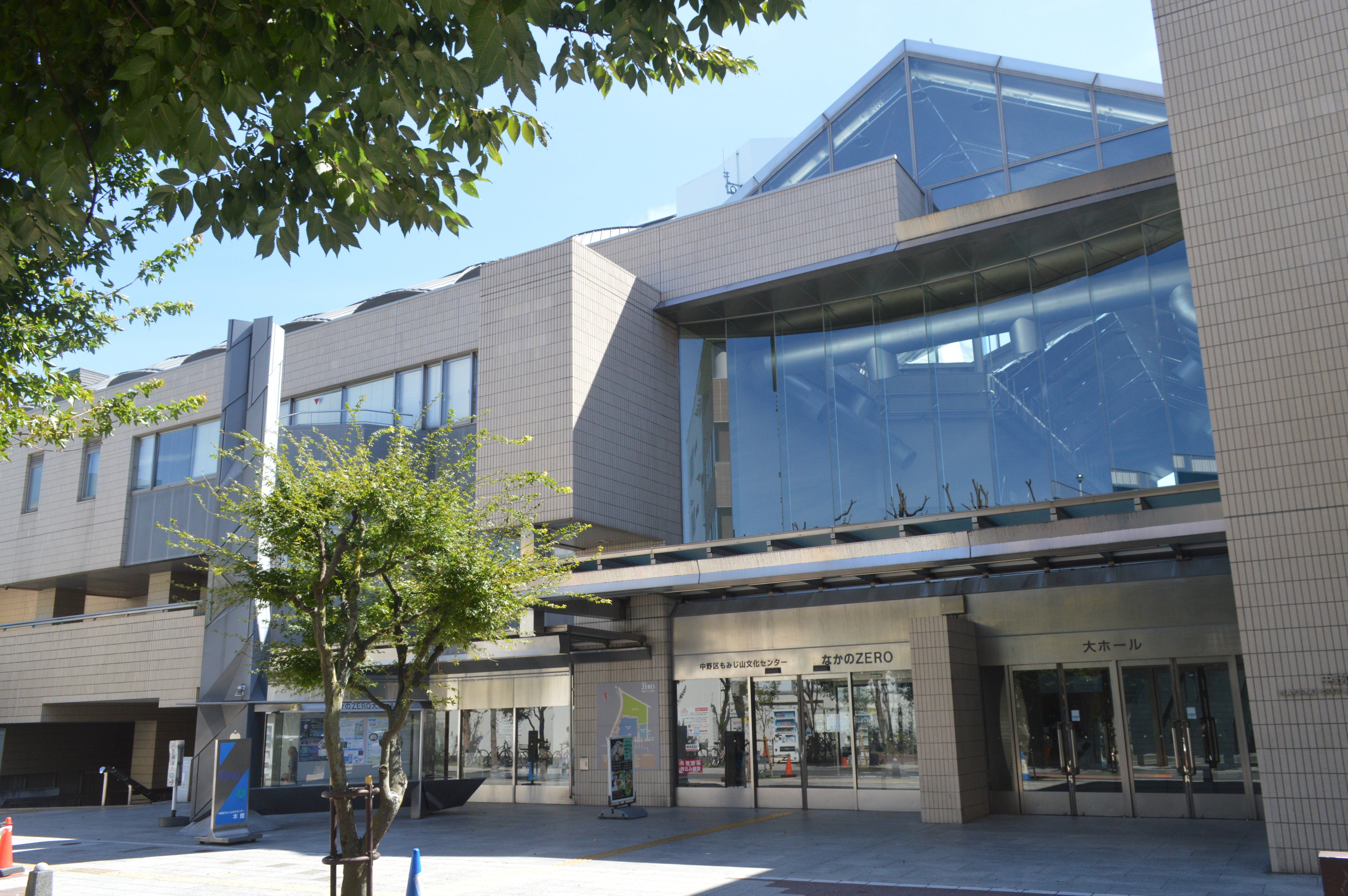
図書館が入るなかのZERO

1963年（昭和38年）、現在地に中野区制30周年記念事業として中野図書館が開館した。
「もみじ山文化の森構想」に基づいて、1990年（平成2年）には新図書館建設のために中野図書館が閉鎖された。1993年（平成5年）10月29日、中野区の生涯学習の拠点としてなかのZERO・もみじ山文化センター内に中野区立中央図書館が開館した。なかのZEROの地下1階と地下2階の一部を使用している。

## 利用
- 館外貸出は、中野区に在住・在学・在勤者と中野区に隣接する区（新宿区、渋谷区、杉並区、豊島区、練馬区）の在住者が利用できる。
- その他の区および市町村在住者は閲覧のみ。館内のコピー機で著作権法に認められた範囲の複写ができる（有料）。
- 図書の他、雑誌、視聴覚資料（CD、カセットテープ、ビデオなど）の貸出しが利用できる。
- インターネット予約により図書、視聴覚資料等の貸出し予約ができる。

## その他
- 児童コーナーが併設されており、おはなし会などの催しも開催されている。児童書が充実しており、外国語絵本や外国語図書が多く揃っている。[要出典]
- パソコン（PC）、ワープロを持参し図書館所蔵の資料を使った調査などができる優先席が12席設けられている。電源使用可能。
- 参考資料、地域資料コーナーが併設され、レファレンスでは調べもの相談ができる。

## 交通アクセス
- JR中央本線・東京メトロ東西線中野駅より徒歩8分
- 関東バス・京王バス「紅葉山公園下」下車徒歩5分